# Magisano
Magisano è un comune italiano di 1 057 abitanti della provincia di Catanzaro in Calabria. È posto a 565 metri di altitudine su un colle della Presila catanzarese in posizione dominante la vallata solcata dal torrente Simeri.

## Storia
Magisano in origine era noto come Vucisano nome derivato dalle erbe presenti nella zona chiamate: Vucissi. Le poche famiglie stabilitesi presso Vucisano causa la peste, verso il 1200 si trasferirono da Trinchise verso una zona posta più a nord detta Zinnante ed altre nella zona denominata Casale Vecchio. Intorno al 1460 si trasferirono in maniera definitiva formando un unico villaggio nell'attuale territorio di Magisano. Magisano come casale di Taverna, appartenne ai Ruffo di Catanzaro fino al 1464 successivamente al demanio regio. Con l'istituzione dei comuni attraverso il decreto francese del 4 maggio 1811, Magisano veniva considerata frazione di Albi, nel 25 gennaio 1820, invece veniva elevato a Comune autonomo. Nel 1946 cedette la frazione di Cropani Marina al comune di Cropani.

## Monumenti e luoghi d'interesse

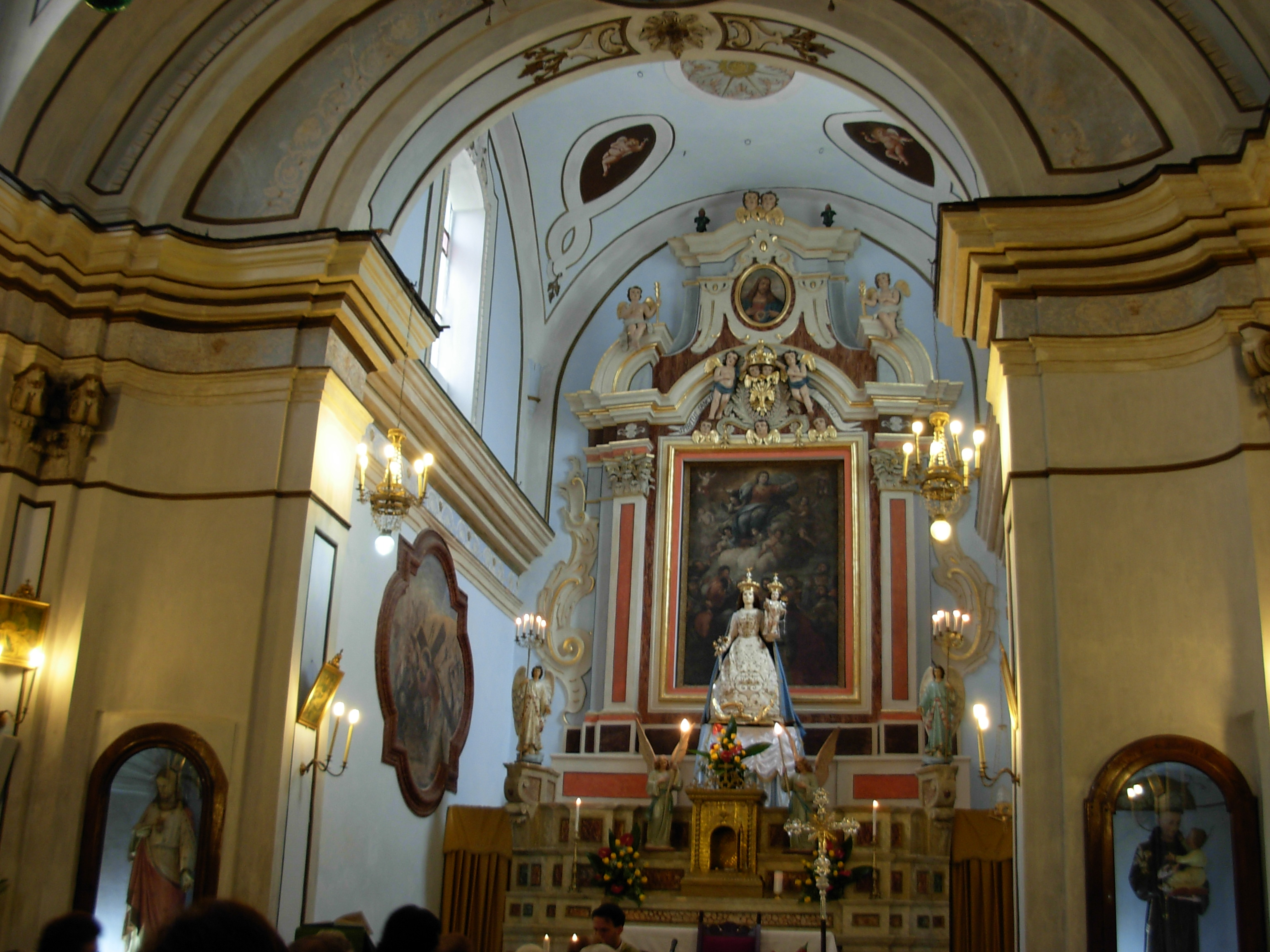
altare della Chiesa Matrice

- Santuario Maria SS.ma della Luce (dove si venera la Madonna della Luce che si festeggia l'8 settembre nella frazione di San Pietro e raccoglie migliaia di pellegrini)
- Chiesa matrice nel capoluogo
- Chiesa del Rosario nel capoluogo
- Casa-museo Antonino Greco in Vincolise:  Il Museo è sito nella Frazione di Vincolise presso la casa di Antonino Greco, giurista e patriota garibaldino del Risorgimento. Il palazzo si sviluppa su due piani e un seminterrato. Al piano terreno la cucina conserva la struttura originaria con credenze in arte povera e un'antica fornace utilizzata per la cottura dei cibi. Al piano superiore vi sono stanze arredate con antichi mobili e pregevoli suppellettili. Nel Museo vengono conservati vari oggetti d'epoca, libri e documentazioni varie: testi rari di filosofia, pedagogia, scienza, diritto, religione e dizionari in latino risalenti ai secoli XVIII - XIX; la prima enciclopedia UTET del 1863 e un'edizione cinquecentesca del Petrarca. Nella Cappella Gentilizia, costruita intorno al 1850 e consacrata con bolla di Pio IX, sono conservati reliquiari in oro contenenti reliquie di S.Anna, S.Amelia e S.Tommaso, un antico calice in argento, una statua di Cristo crocifisso di gesso impastato su tela di sacco, un'altra in cera dell'800 e alcuni quadri, tra cui uno del pittore napoletano Antonio Sarnelli. Tra gli oggetti più significativi si segnalano: statuine in cartapesta per il presepe, manufatti in lino ricamati a mano, una culla in legno e vimini dipinta a mano secondo le tecniche del '700 veneziano, quadri, documenti, lettere, orazioni funebri e sonetti[4].
- Ponte del diavolo sul fiume Simeri
- Laghetto collinare
- Nuovo ponte sulla fiumara Foresta

Nella frazione di Vincolise esiste una piccola chiesa evangelica valdese.

## Società

### Evoluzione demografica
Abitanti censiti